# Турнье, Лионель
Лионе́ль Турнье́ (фр. Lionel Tournier; род. 1967) — французский кёрлингист.
В составе мужской команды Франции участник чемпионата мира 2000 и десяти чемпионатов Европы (лучший результат — четвёртое место в 1989). Участник трёх чемпионатов мира среди юниоров, двукратный чемпион Франции среди юниоров.
Играл в основном на позициях первого и второго.

## Достижения
- Чемпионат Франции по кёрлингу среди юниоров: золото (1985, 1986).[3]

## Команды
| Сезон   | Четвёртый         | Третий             | Второй                | Первый               | Запасной                                                | Турниры                             |
| ------- | ----------------- | ------------------ | --------------------- | -------------------- | ------------------------------------------------------- | ----------------------------------- |
| 1984—85 | Лионель Турнье    | Frank Riom         | Jean-Francois Delavay | Pascal Coppel        |                                                         | ЧМЮ 1985 (8 место)                  |
| 1985—86 | Лионель Турнье    | Тьерри Мерсье      | Jean-Francois Delavay | Pascal Coppel        |                                                         | ЧМЮ 1986 (9 место)                  |
| 1987—88 | Тьерри Мерсье     | Лионель Турнье     | Christian Cossetto    | René-Georges Wohlfei | Жан Анри Дюкро                                          | ЧМЮ 1988 (9 место)                  |
| 1989—90 | Доминик Дюпон-Рок | Даниэль Козетто    | Лионель Турнье        | Патрик Филипп        |                                                         | ЧЕ 1989 (4 место)                   |
| 1990—91 | Тьерри Мерсье     | Даниэль Козетто    | Лионель Турнье        | Лоран Фленги         | Жоэль Индерган                                          | ЧЕ 1990 (6 место)                   |
| 1993—94 | Жан Анри Дюкро    | Кристиан Дюпон-Рок | Лионель Турнье        | Сирил Прюне          | Тьерри Мерсье                                           | ЧЕ 1993 (6 место)                   |
| 1994—95 | Тьерри Мерсье     | Кристоф Боан       | Патрик Филипп         | Жерар Равелло        | Лионель Турнье тренер: Michel Jeannot                   | ЧЕ 1994 (13 место)                  |
| 1995—96 | Жан Анри Дюкро    | Спенсер Мюнье      | Даниэль Козетто       | Тома Дюфур           | Лионель Турнье тренер: Патрик Филипп                    | ЧЕ 1995 (8 место)                   |
| 1996—97 | Жан Анри Дюкро    | Спенсер Мюнье      | Тома Дюфур            | Лионель Турнье       | Сирил Прюне                                             | ЧЕ 1996 (13 место)                  |
| 1997—98 | Жан Анри Дюкро    | Спенсер Мюнье      | Тома Дюфур            | Сирил Прюне          | Лионель Турнье тренер: Raymond Ducroz                   | ЧЕ 1997 (11 место)                  |
| 1998—99 | Жан Анри Дюкро    | Спенсер Мюнье      | Тома Дюфур            | Лионель Турнье       | Сирил Прюне тренер: Maurice Dupont-Roc, Андре Дюпон-Рок | ЧЕ 1998 (13 место)                  |
| 1999—00 | Тьерри Мерсье     | Сирил Прюне        | Эрик Лаффен           | Жерар Равелло        | Лионель Турнье                                          | ЧЕ 1999 (7 место) ЧМ 2000 (9 место) |
| 2001—02 | Тьерри Мерсье     | Сирил Прюне        | Эрик Лаффен           | Лионель Турнье       |                                                         | ЧЕ 2001 (7 место)                   |

(скипы выделены полужирным шрифтом)